# Вијетнамски отаџбински фронт
Вијетнамски отаџбински фронт (виј. Mặt Trận Tổ Quốc Việt Nam) основан је фебруара 1977. године спајањем Вијетнамског отаџбинског фронта Северног Вијетнама, Народног фронта за ослобођење Јужног Вијетнама и Савеза националних, демократских и мировних снага Вијетнама у Јужном Вијетнаму. Фронт је масовна организација која окупља провладине снаге у Вијетнаму и блиско сарађује с Комунистичком партијом Вијетнама и владом Вијетнама. Партија-предводница фронта је Комунистичка партија Вијетнама.
У оснивању Вијетнамског отаџбинског фронта такође су учествовале фракције Вијетконга, Вијетнамска општа федерација рада, Омладински савез вијетнамских пионира и Савез комунистичке омладине Хо Ши Мин. Бивше чланице фронта су Демократска партија Вијетнама и Социјалистичка партија Вијетнама, које су распуштене 1988. године.
Унутар фронта делују и неке званично признате религијске групације.
Вијатнамска влада многе социјалне програме спроводи кроз фронт. Један од последњих програма додељених фронту била је кампања за смањење глади. Фронт је такође задужен и за спровођење заничне владине политике према религији, те одлучује о подобности појединих верских заједница.
Будући да је фронт базиран на масовном учешћу народа у његовој активности и народној мобилизацији, на њега се гледа као на представника народа, те му сам вијетнамски устав и многи закони гарантују ту улогу. Пожељно је и да што више кандидата на изборима буду чланови фронта.	